# Колтаков Сергій Михайлович
Сергі́й Миха́йлович Колтако́в (10 грудня 1955, Барнаул, РРФСР, СРСР — 7 вересня 2020, Москва, Росія) — радянський та російський актор театру і кіно.

## З життєпису
Сергій Колтаков народився 10 грудня 1955 року у місті Барнаулі. Навчався на акторському факультеті Саратовського театрального училища імені І. А. Слонова (1974—1975).
Закінчив Державний інститут театрального мистецтва (1979, майстерня А. Попова) у Москві.
У 1979—1980 рр. — актор Театру імені В. Маяковського.
У 1980—1981 рр. — актор Московського театру ім. Ленінського комсомолу; у 1982—1985 рр. — Московського драматичного театру імені К. С. Станіславського.
З 1989 року грав у МХАТі імені Чехова.
У кіно дебютував в 1981 році роллю Павла у фільмі Гліба Панфілова «Валентина». Багато знімався в роки перебудови, граючи різнохарактерні ролі. Серед його робіт найбільш значні ролі в фільмах «Дзеркало для героя» (1987, Сергій Пшеничний; реж. В. Хотиненко), «Мистецтво жити в Одесі» (1989, Беня Крик; Одеська кіностудія), «Утамуй моя печалі» (1989, Борис), «Армавір» (1991, Герман Сьомін; реж. В. Абдрашитов).
7 вересня 2020 року, після тяжкої хвороби, помер на 65-му році життя.

## Сценарист
- «Страсний бульвар» (1999, реж. В. Хотиненко)

## Акторські роботи
Знявся у кінокартинах:
- «Валентина» (1981, Пашка)
- «Співучасники» (1983, Толя Трезубенко)
- «У глушині, що стріляє» (1986, Федір Крохов, червоноармієць)
- «Потрійний стрибок „Пантери“» (1986, Бабичев)
- «Двоє на острові сліз» (1986, Сєва)
- «Життя Клима Самгіна» (1986—1988, т/ф, 4 а; доктор Костянтин Макаров, друг Клима)
- «Дзеркало для героя» (1987, 2 с., Сергій Пшеничний; реж. В. Хотиненко)
- «Утамуй моя печалі» (1989, Борис)
- «Армавір» (1991, Герман Сьомін; реж. В. Абдрашитов)
- «Любов французька та російська» (1994, Федір)
- «Літні люди» (1995, інженер Суслов; реж. С. Урсуляк)
- «Мамо, не горюй» (1998, слідчий прокуратури)
- «Привіт від Чарлі-трубача» (1998, Фелікс; реж. В. Грамматіков)
- «Страсний бульвар» (1999, Андрій Соколов; реж. В. Хотиненко)
- «Чорна кімната» (2000, кіноальманах; серія «Квітка життя»)
- «Діти Арбата» (2004, т/с; Сольц)
- «Мамо, не горюй 2» (2005, прокурор)
- «Підкидний» (2005, майор Георгій Вікторович Женін)
- «Убивча сила-6» (2005, т/с, серія «Цар звірів», Крутіков)
- «Ленінград» (2007, т/с; А. О. Жданов)
- «Нова Земля» (2008, Махов)
- «Стиляги» (2008, епізод)
- «Врятуйте наші душі» (2008, т/с; Борис Микитович Буртасов,, полковник, начальник крайового управління НКВС)
- «Брати Карамазови» (2008, т/с; Федір Карамазов; реж. Ю. Мороз)
- «Якраки»/ рос. «Какраки» (2009, Андрій Васильєв)
- «Пелагія і білий бульдог» (2009, т/с; Кирило Ніфонтович Краснов, купець, сусід генеральші; реж. Ю. Мороз)
- «ПіраМММіда» (2011, прем'єр-міністр)
- «Літо вовків» / «Краплі крові на квітучому вересі» (2011, т/с; Денис Панкратович Семеренков, гончар)
- «Диригент» (2012, Євген Надєждін, тенор; реж. П. Лунгін)
- «Роман з кокаїном» (2012, адвокат Мінц)
- «Зворотний бік Місяця» (2012, т/с; актор Всеволод Уколов)
- «Виняток із правил» (2012, Василь Васильович Ломов)
- «Доктор Смерть» (2013, Антон Мец)
- «Зими не буде» (2014)
- «Зникаюча натура» (2014, кінорежисер Андрій Звонарьов)
- «П'яна фірма» (2016, т/с; Борис Єльцин)
- «Катерина. Зліт» (2016, т/с; граф Микита Панін)
- «Мішок без дна» (2017, Великий князь; реж. Р. Хамдамов)
- «Ікра» (2017, т/с; Вілен Антонович Бистрих, член Політбюро)
- «Легенда про Коловрата» (2017, Добромир, воєвода)
- «Ходіння по муках» (2017, т/с; Дмитро Булавін, доктор, батько Дар'ї і Катерини)
- «Операція „Сатана“» (2018, т/с; Анатолій Десницький, один з провідних конструкторів КБ «Північ» + Леонід Брежнєв (озвуування)
- «Світлана» (2018, т/с; Йосип Сталін)
- «Катерина. Самозванці» (2019, т/с; граф Микита Панін)
- «Союз порятунку» (2019, граф Микола Мордвинов)
- «Кінець сезону» (2019)
- «Диверсант. Крим» (2020, капітан 1-го рангу Іван Андрійович Александров)
- «Окаянні дні» (новела «Розіграш») (2020, т/с; батько Никодим)
- «Срібні ковзани» (2020, Дмитро Менделєєв)
- «Міністерство» (2020, у виробництві) та ін.

В українських стрічках:
- «Нові пригоди янкі при дворі короля Артура. Фантазії на тему Марка Твена» (1988, 2 с., Хенк Морган; кіностудія ім. О. Довженка)
- «Мистецтво жити в Одесі» (1989, Беня Крик; Одеська кіностудія) тощо.